# Agrostis peninsularis
Agrostis peninsularis é uma espécie de gramínea do gênero Agrostis, pertencente à família Poaceae.